# Amédée Despans-Cubières
Pour les articles homonymes, voir Cubières.
Le général Amédée Louis de Cubières, dit Despans-Cubières né le 4 mars 1786 à Paris où il est mort le 6 août 1853, est un militaire et homme politique français. Il est deux fois nommé ministre de la Guerre. Il est connu pour son implication dans le scandale Teste-Cubières qui éclate en 1847.

## Jeunesse
Fils naturel de Madame Guesnon de Bonneuil, née Michelle Sentuary, et du marquis Louis Pierre de Cubières, qui fut page de Louis XV et écuyer de Louis XVI puis, en 1815, de Louis XVIII, Amédée Despans-Cubières, alors âgé de six ans, fut brièvement incarcéré avec sa famille à la prison des Récollets de Versailles après la journée du 10 août 1792, puis il fut mis au nombre des « enfants de la liberté » élevés par l’État dans l’ancienne abbaye de Saint-Martin, avant d’être recueilli par la famille Jordan. En 1803, sur les sollicitations de Madame de Bonneuil, sa mère, il fut adopté par le marquis de Cubières dont il porta le nom sans la particule.

## États de service sous l’Empire

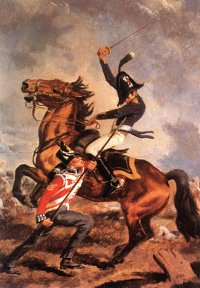
Le Sergent A. Fraser du Battalion des Scots Guards engage le Colonel de Cubières, ferme d'Hougoumont, bataille de Waterloo (l'uniforme ne correspond pas à ce qu'il devait porter).

Placé au « prytanée de Saint-Cyr » (École militaire de Fontainebleau), il entra au service comme simple soldat au 1er Régiment de Cuirassiers (1er complémentaire an XI), et entra peu après (1er vendémiaire an XII - 24 septembre 1803) à l’École militaire de Fontainebleau le 23 octobre 1804, d’où il sortit en qualité de sous-lieutenant au 15e Régiment de Ligne dans lequel il fit les campagnes d’Austerlitz, de Prusse et de Pologne. Il se fit remarquer à Austerlitz et fut blessé à Iéna (14 octobre 1806). Promu lieutenant le 30 novembre 1806, il reçut la croix de la Légion d'honneur à Eylau (1807).
Aide-de-camp du général Morand (12 janvier 1808), il suivit son général dans les campagnes d’Autriche en 1809, de Russie en 1812 et d’Allemagne en 1813. Il se distingua à Eckmühl et passa capitaine à Essling (7 juin 1809). Il assista à la bataille de Wagram (6 juillet 1809) et eut trois chevaux tués sous lui à la bataille de la Moskowa. Napoléon Ier le fit officier de la Légion d’honneur en récompense de sa belle conduite durant la campagne de 1813, qu’il avait faite comme chef de bataillon (nommé le 3 octobre 1813). Le 19 novembre 1813, il fut nommé colonel du 18e Régiment d’Infanterie Légère. En 1813, il épousa Aglaé Buffaut, romancière, qui était la fille de sa demi-sœur Marie-Michelle Guesnon de Bonneuil, d’abord vicomtesse du Bouzet de Marin puis Madame Philippe Buffaut.
Lors du retour de Napoléon de l’île d'Elbe en 1815, le colonel de Cubières était colonel à la suite au 1er Régiment d’Infanterie Légère, dont le colonel en titre était Beurnonville. D’après Jolyet, Napoléon, passant ce régiment en revue au lendemain de son retour à Paris, le 21 mars, demanda qui le commandait. Cubières répondit : « Sire, c’est le colonel de Beurnonville ; mais il est malade. » L’Empereur répondit : « Beurnonville n’est pas des nôtres ; c’est vous, colonel Cubières, qui prendrez désormais le commandement du 1er Léger. » Cubières voulut décliner, mais Napoléon ne lui en laissa pas le temps. Bien que dévoué à l’Empereur, Cubières demanda à ses soldats de se prononcer contre l’Acte additionnel aux constitutions de l’Empire, pour marquer la nécessité d’un gouvernement libéral et réformateur. Le 1er Léger fut le seul régiment à émettre un vote négatif, mais on omit d’en tenir compte. En 1815, Despans-Cubières combattit à Waterloo avec son régiment et fut blessé aux Quatre-Bras et à Mont-Saint-Jean.

## La Restauration
Selon Jolyet, Cubières était « le plus vaillant soldat et le meilleur homme de guerre que j’ai connu. Avec cela une beauté remarquable, un esprit brillant, une âme généreuse et indépendante. » Un état nominatif des officiers dressé au moment du licenciement de l’armée le décrit comme étant « de physique agréable, très instruit, excellent colonel, sert avec zèle et fermeté, conduite excellente », et précisait : « a de l’aisance » (de la fortune). L’avis de l’officier général était : « à conserver ». En dépit de cette appréciation, il fut licencié par la Seconde Restauration, mais l’influence de son père à la Cour lui permit d’obtenir la recette générale de la Meuse et la croix de chevalier de Saint-Louis (1820).
Il reprit du service et lors de l’expédition d’Espagne (1823), il fut mis à la tête du 27e Régiment d’Infanterie de Ligne. Il fit la campagne de Morée avec son régiment et reçut le brevet de maréchal de camp (27 février 1829).

## Carrière politique sous la monarchie de Juillet
Promu commandeur de la Légion d’honneur (21 mars 1831), il reçut le commandement en chef les troupes qui débarquèrent à Ancône (9 février 1832), dans les États pontificaux, et occupèrent la ville en représailles à l’intervention autrichienne à Bologne. Il rentra en France en 1837 avec le grade de lieutenant-général. Il fut ministre de la Guerre, d’abord dans le gouvernement de transition de 1839, du 31 mars au 12 mai 1839, puis dans le second ministère Thiers du 1er mars au 29 octobre 1840. Il a attaché son nom aux travaux des fortifications de Paris, à la décision ordonnant d’écrire l’histoire de tous les régiments français depuis François Ier et à l’organisation des chasseurs de Vincennes. Nommé pair de France le 7 novembre 1839, il prit part aux discussions de la Chambre des pairs sur les douanes et sur les chemins de fer.
Il fut élevé à la dignité de grand officier de la Légion d’honneur le 27 avril 1840 et en 1844, Despans-Cubières prononça l'éloge funèbre du général Pajol
.

## Le scandale Teste-Cubières

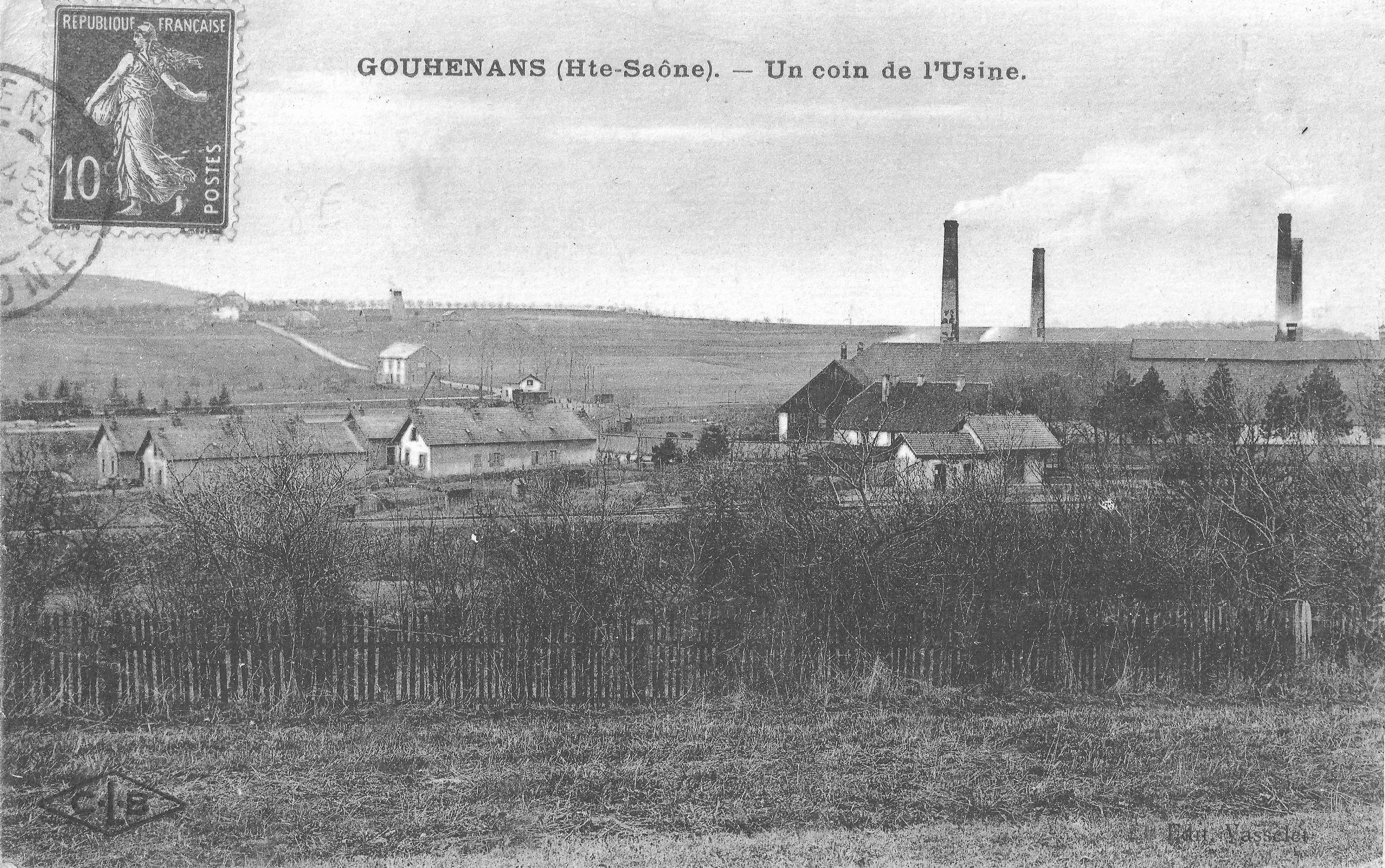
Les salines de Gouhenans.

Après qu’il avait quitté l’armée, le général Despans-Cubières fut compromis dans l’affaire Teste-Cubières, l’un des scandales les plus retentissants de la monarchie de Juillet.
Despans-Cubières avait acheté 159 000 parts (7 % du capital) d’une société qui, sous l’intitulé « concession de Gouhenans », avait obtenu l’autorisation d’exploiter des gisements de houille à Gouhenans et dans les communes voisines. En fouillant les terrains houillers, la société découvrit un gisement de sel gemme dont elle demanda la concession, qui lui fut refusée. Malgré cela, la société avait entrepris l’extraction et la commercialisation du sel. L’un des associés, Parmentier, fut poursuivi en correctionnelle et condamné à 500 francs d’amende tandis que la saline était fermée le 5 février 1835,.
Le 24 avril 1841, la société présenta une nouvelle demande de concession. Le général Despans-Cubières se proposa alors pour obtenir, à prix d’argent, l’autorisation demandée du ministre des Travaux publics, Jean-Baptiste Teste. Dans une lettre à l’un de ses associés, écrite en 1842, il indiquait : « Il n’y a pas à hésiter sur les moyens de nous créer un appui intéressé dans le sein même du conseil [des ministres]. J’ai le moyen d’arriver jusqu’à cet appui, c’est à vous d’aviser aux moyens de l’intéresser [...] N’oubliez pas que le gouvernement est dans des mains avides et corrompues. » Teste accepta de la société un pot-de-vin de 94 000 francs.
L’affaire fut révélée en mai 1847 à l’occasion d’un procès entre les associés de la compagnie minière devant le tribunal civil de la Seine. Le directeur de la compagnie des mines de sel de Gouhenans, Parmentier, produisit pour sa défense les diverses pièces de correspondance émanant du général Despans-Cubières qui évoquaient le pot-de-vin.
L’affaire eut une énorme publicité et le scandale fut retentissant. Le roi décida d’évoquer le procès devant la Chambre des pairs. Le 8 juillet 1847, Teste, Despans-Cubières, Parmentier et un certain Pellapra, ancien receveur général qui avait servi d’intermédiaire comparurent devant la haute juridiction sous l’inculpation de corruption. Le 17 juillet, le général Despans-Cubières fut condamné à la dégradation civique et à 10 000 francs d’amende.

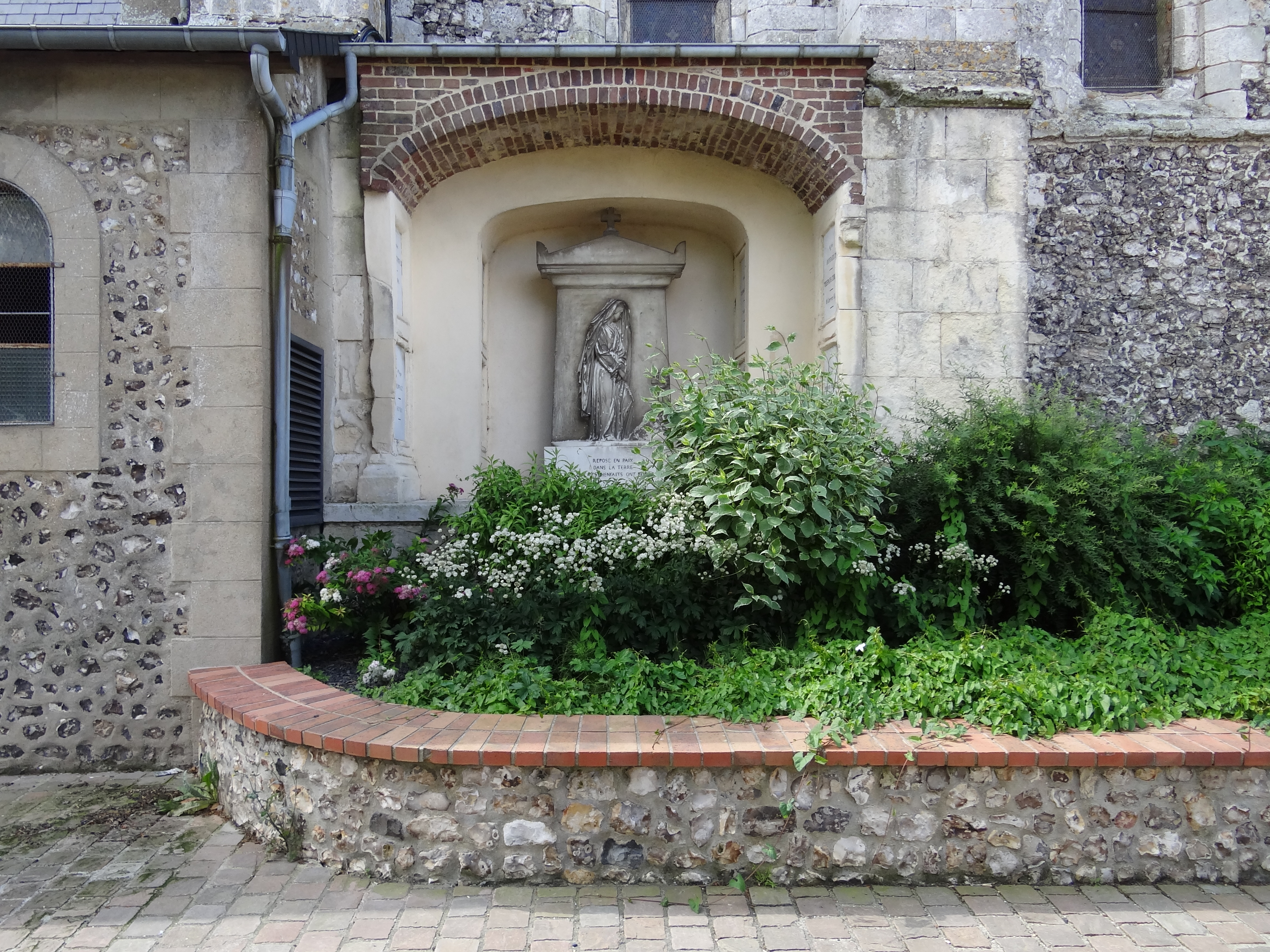
Vue de l'alcôve funéraire des familles Arnault, Buffault et Despans-Cubières sur le côté nord de l'église Saint-Georges de Bréauté (Seine-Maritime).

Le 17 août 1852, il obtint toutefois de la cour d’appel de Rouen un arrêt de réhabilitation. Admis à la retraite comme général de division le 1er janvier 1853, il mourut quelques mois plus tard. Il est inhumé dans le caveau familial contre l'église Saint-Georges de Bréauté dans la Seine-Maritime.

## Sources
- Adolphe Robert et Gaston Cougny, Dictionnaire des parlementaires français, Paris, Edgar Bourloton, 1889-1891
- Les papiers personnels d'Amédée Despans-Cubières sont conservés aux Archives nationales sous la cote 432AP[7]